# Osredci
Osredci su naselje u sastavu Općine Gračac, u Zadarskoj županiji. Nalazi se 42 kilometara sjeveroistočno od Gračaca i 35 kilometara jugoistočno od Donjeg Lapca. U blizini naselja nalazi se državna granica s BiH.

## Povijest
Do 1900. naselje je iskazivano kao Osredke.

## Stanovništvo
Prema popisu iz 2011. naselje je imalo 42 stanovnika.
| broj stanovnika | 482   | 568   | 539   | 669   | 725   | 779   | 801   | 715   | 365   | 388   | 319   | 269   | 231   | 190   | 38    | 42    | 32    |
|                 | 1857. | 1869. | 1880. | 1890. | 1900. | 1910. | 1921. | 1931. | 1948. | 1953. | 1961. | 1971. | 1981. | 1991. | 2001. | 2011. | 2021. |